# Viktor Bergh
Erik Viktor Bergh (* 26. Juli 1999) ist ein schwedischer Fußballspieler. Er steht leihweise bei Hansa Rostock unter Vertrag.

## Karriere
Bergh begann in Borlänge mit dem Fußballspielen, zunächst beim Forssa BK und später beim IK Brage, bei dem er ab 2016 in der drittklassigen Ettan Nord und ab 2018 in der zweitklassigen Superettan eingesetzt wurde. Für die Saison 2019 wurde er nach Norwegen an den Levanger FK in die zweitklassige PostNord-Ligaen ausgeliehen. Nach einer weiteren Zweitliga-Station bei Norrby IF wechselte er 2023 zum IFK Värnamo in die erstklassige Allsvenskan und nach einem Jahr weiter zu Djurgårdens IF in Stockholm. Mit den Hauptstädtern bestritt er ferner vier Spiele in der Conference League-Qualifikation und anschließend fünf Spiele in der UEFA Conference League 2024/25 gegen den Linzer Athletik-Sport-Klub, Rapid Wien und im Halbfinale gegen Chelsea London.
Im August 2025 ging er per Leihe zum deutschen Drittligisten Hansa Rostock.